# بانک تسویه حساب‌های بین‌المللی
بانک تسویه حساب‌های بین‌المللی (به انگلیسی: Bank for International Settlements یا BIS) سازمانی بین‌الملی که همکاری و مشارکت‌های پولی و مالی را تقویت می‌نماید و به عنوان یک بانک به بانک‌های مرکزی، خدمات می‌دهد. این نهاد در ۱۷ مه ۱۹۳۰ میلادی تأسیس گردید و بدین روی قدیمی‌ترین سازمان مالی بین‌المللی جهان به شمار می‌رود. از آنجا که مشتریان بانک تسویه بین‌المللی را بانک‌های مرکزی کشورها و سازمان‌های بین‌المللی تشکیل می‌دهند، این نهاد از افراد و شرکت‌های خصوصی سپرده نمی‌گیرد و به آنها خدمت‌رسانی مالی نمی‌کند.

## اعضا
بانک مرکزی ۵۹ کشور عضو این بانک هستند:
| افغانستان · آرژانتین · استرالیا · اتریش · بلژیک · بوسنی و هرزگوین · برزیل · بلغارستان · کانادا · شیلی · چین · کرواسی · جمهوری چک · دانمارک · استونی · فنلاند · فرانسه · آلمان · یونان · هنگ کنگ |  | مجارستان · ایسلند · هند · اندونزی · جمهوری ایرلند · اسرائیل · ایتالیا · ژاپن · کره جنوبی · لتونی · لیتوانی · لوکزامبورگ · مقدونیه شمالی · مالزی · مکزیک · هلند · نیوزیلند · نروژ · پرو · فیلیپین |  | لهستان · پرتغال · رومانی · روسیه · عربستان سعودی · صربستان · سنگاپور · اسلواکی · اسلوونی · آفریقای جنوبی · اسپانیا · سوئد · سوئیس · تایلند · ترکیه · بریتانیا · ایالات متحده آمریکا · بانک مرکزی اروپا |  |